# Emmanuelle Chriqui

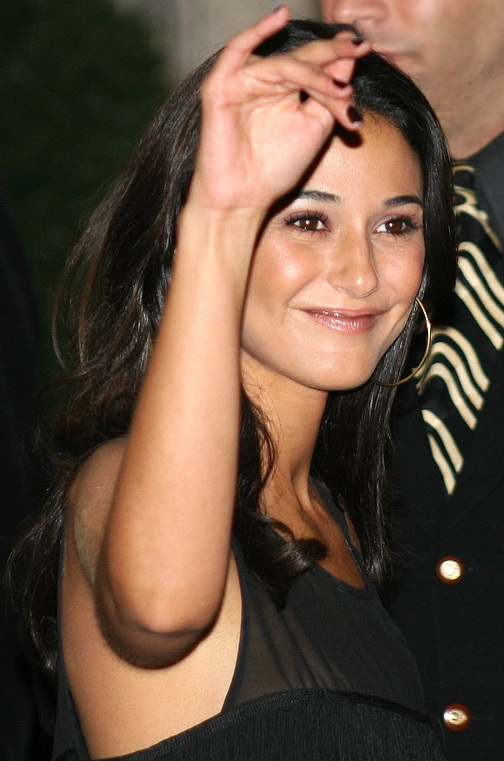
Emmanuelle Chriqui (2008)

Emmanuelle Sophie Anne Chriqui (/ˈʃriːki/; ur. 10 grudnia 1975 w Montrealu) – kanadyjska aktorka filmowa i telewizyjna. Biegle posługuje się językiem angielskim i francuskim.

## Życiorys
Urodziła się w Montrealu, w prowincji Quebec. Jej rodzina to marokańscy Żydzi sefardyjscy. Jej matka Liliane urodziła się w mieście Casablanca, a jej ojciec w Rabacie. Ma starszego brata Serge i starszą siostrę Laurence. Jej krewni mieszkają na terenie Izraela. Rodzina praktykuje judaizm ortodoksyjny w sefardyjskich tradycjach.
Kiedy miała 2 lata jej rodzina przeniosła się do Toronto, w prowincji Ontario. Dorastała na Markham-Unionville, północno-wschodnie przedmieście miasta.
Jako dziecko brała lekcje aktorstwa, które opłacał jej brat. Później uczęszczała do Unionville High School. Po ukończeniu szkoły średniej, postanowiła kontynuować karierę w aktorstwie.
W połowie lat 90 przeniosła się do Vancouver. Gościnnie wystąpiła w serialach telewizyjnych takich jak Czy boisz się ciemności?, Nocny łowca i Czynnik PSI. Jej pierwsza rola w Hollywood to postać drugoplanowa w filmie Detroit Rock City.
Została nominowana w 2001 przez DVD Exclusive Awards jako najlepsza aktorka w filmie 100 dziewczyn i ja. W tym samym roku została nominowana przez Teen Choice do nagrody w kategorii ulubiony pocałunek za film Przystanek miłość. Później zdobyła Standout Performance Trophy w Young Hollywood.

## Filmografia
| Rok  | Tytuł                                       | Tytuł (oryg.)                               | Rola              | Uwagi       |
| ---- | ------------------------------------------- | ------------------------------------------- | ----------------- | ----------- |
| 1995 | Harrison Bergeron                           | Harrison Bergeron                           | Jeannie           | film TV     |
| 1995 | Dawca za wszelką cenę                       | The Donor                                   | Patty             |             |
| 1997 | Nieślubny ojciec                            | Unwed Father                                | Kayla             | film TV     |
| 1998 | Principal Takes a Holiday                   | Principal Takes a Holiday                   | Roxane            | film TV     |
| 1998 | A Champion's Fight: A Moment of Truth Movie | A Champion's Fight: A Moment of Truth Movie | Cindy             | film TV     |
| 1998 | Porwani przez obcych                        | Alien Abduction: Incident in Lake County    | Renee Laurent     | film TV     |
| 1998 | Cuori in campo                              | Cuori in campo                              | Megan             | film TV     |
| 1998 | Sport przyszłości                           | Futuresport                                 | Gonzales          | film TV     |
| 1999 | Detroit Rock City                           | Detroit Rock City                           | Barbara           |             |
| 2000 | Dzień bałwana                               | Snow Day                                    | Claire Bonner     |             |
| 2000 | Ricky 6                                     | Ricky 6                                     | Lee               |             |
| 2000 | 100 dziewczyn i ja                          | 100 Girls                                   | Patty             |             |
| 2001 | Przystanek miłość                           | On the Line                                 | Abbey             |             |
| 2003 | Droga bez powrotu                           | Wrong Turn                                  | Carly             |             |
| 2003 | Rick                                        | Rick                                        | Żona Lucke'a      |             |
| 2005 | Candy Paint                                 | Candy Paint                                 | Angela Martinez   | Krótki film |
| 2005 | Kelnerzy                                    | Waiting...                                  | Tyla              |             |
| 2005 | Kruk IV                                     | The Crow: Wicked Prayer                     | Lilly             |             |
| 2005 | Adam i Ewa                                  | National Lampoon's Adam & Eve               | Eve               |             |
| 2005 | W Wirze                                     | In the Mix                                  | Dolly             |             |
| 2006 | Zatańczyć z Anną                            | Waltzing Anna                               | Pielęgniarka Jill |             |
| 2006 | Pajęczyna pozorów                           | Deceit                                      | Emily             | film TV     |
| 2007 | Gdy zgaśnie namiętność                      | After Sex                                   | Jordy             |             |
| 2008 | Sierpień                                    | August                                      | Morela            |             |
| 2008 | Nie zadzieraj z fryzjerem                   | You Don't Mess with the Zohan               | Dalia             |             |
| 2008 | Za cenę bólu                                | Tortured                                    | Becky             |             |
| 2008 | Cadillac Records                            | Cadillac Records                            | Revetta Chess     |             |
| 2009 | Tom Cool                                    | Tom Cool                                    | Chriqui           |             |
| 2009 | Kobiety w opałach                           | Women in Trouble                            | Bambi             |             |
| 2009 | Saint John of Las Vegas                     | Saint John of Las Vegas                     | Tasty D Lite      |             |
| 2009 | Lokalni patrioci                            | Taking Chances                              | Lucy              |             |
| 2010 | 13                                          | 13                                          | Aileen            |             |
| 2010 | Elektra Luxx                                | Elektra Luxx                                | Bambi Lindberg    |             |
| 2011 | Girl Walks into a Bar                       | Girl Walks into a Bar                       | Teresa            |             |
| 2011 | 5 dni wojny                                 | 5 Days of War                               | Tatia Meddevi     |             |
| 2014 | A Short History of Decay                    | A Short History of Decay                    | Erika Bryce       |             |
| 2013 | Three Night Stand                           | Three Night Stand                           | Robyn             |             |
| 2014 | Situation amoureuse: C'est complique        | Situation amoureuse: C'est complique        | Vanessa           |             |
| 2014 | Fort Bliss                                  | Fort Bliss                                  | Alma              |             |
| 2015 | Ekipa                                       | Entourage                                   | Sloan McQuewick   |             |
| 2015 | The Steps                                   | The Steps                                   | Marla             |             |
| 2015 | Zabić Jezusa                                | Killing Jesus                               | Herodiada         | film TV     |
| 2018 | Straż wiejska 2                             | Super Troopers 2                            | Genevieve Aubois  |             |
| 2018 | 7 Splinters in Time                         | 7 Splinters in Time                         | Alise Spiegelman  |             |
| 2018 | Hospitality                                 | Hospitality                                 | Donna             |             |
| 2019 | Świąteczny rycerz                           | The Knight Before Christmas                 | Madison           |             |
| 2021 | Die in a Gunfight                           | Die in a Gunfight                           | Barbie            |             |
| 2022 | Cosmic Dawn                                 | Cosmic Dawn                                 | Natalie           |             |

| Rok       | Tytuł                                  | Tytuł (ang.)                             | Rola            | Uwagi |
| --------- | -------------------------------------- | ---------------------------------------- | --------------- | --- |
| 1995      | Kung Fu: The Legend Continues          | Kung Fu: The Legend Continues            | Bumper          | „The Return of Sing Ling” (sezon 3: odcinek 4)                                                                               |
| 1995      | Nocny łowca                            | Forever Knight                           | Jude Deshnell   | „Black Buddha: Część 2” (sezon 3: odcinek 2)                                                                                 |
| 1996      | Traders                                | Traders                                  | Samira          | „The Natari Affair” (sezon 2: odcinek 2)                                                                                     |
| 1996      | Czy boisz się ciemności?               | Are You Afraid of the Dark?              | Amanda          | „The Tale of the Night Shift” (sezon 5: odcinek 12)                                                                          |
| 1997      | Czynnik PSI                            | Psi Factor: Chronicles of the Paranormal | Melissa         | „The Undead / The Stalker” (sezon 1: odcinek 13)                                                                             |
| 1997      | Exhibit A: Secrets of Forensic Science | Exhibit A: Secrets of Forensic Science   | Rachel          | „Sex Fiend” (sezon 1: odcinek 7)                                                                                             |
| 1997–1998 | Kyuketsuki Miyu                        | Vampire Princess Miyu                    | Hisae Aoki      | Głos (14 odcinków) |
| 1997      | Przygody Sindbada żeglarza             | The Adventures of Sinbad                 | Serendib        | „Little Miss Magic” (sezon 1: odcinek 6)                                                                                     |
| 1998      | Był sobie złodziej                     | Once a Thief                             |                 | „The Last Temptation of Vic” (sezon 1: odcinek 12)                                                                           |
| 2002      | The Proud Family                       | The Proud Family                         | Dodatkowe głosy | „A Hero for Halloween” (sezon 2: odcinek 2)                                                                                  |
| 2003      | Agent przyszłości                      | Jake 2.0                                 | Theresa Carano  | „Arms and the Girl” (sezon 1: odcinek 4)                                                                                     |
| 2005      | Życie na fali                          | The O.C.                                 | Jodie           | „The Ex-Factor” (sezon 2: odcinek 9) „The Accomplice” (sezon 2: odcinek 10)                                                  |
| 2005–2011 | Ekipa                                  | Entourage                                | Sloan McQuewick | 31 odcinków |
| 2008–2009 | Robot Chicken                          | Robot Chicken                            | różne role      | „Monstourage” (sezon 3: odcinek 18) „PS: Yes, in That Way” (sezon 4: odcinek 6)                                              |
| 2010      | Amerykański tata                       | American Dad                             |                 | „A Jones for a Smith” (sezon 5: odcinek 11) „The Return of the Bling” (sezon 5: odcinek 13)                                  |
| 2010      | Phineas and Ferb                       | Phineas and Ferb                         | Dodatkowe głosy | „Phineas and Ferb: Summer Belongs to You!” (sezon 2: odcinek 31-32)                                                          |
| 2011      | Kick Buttowski: Suburban Daredevil     | Kick Buttowski: Suburban Daredevil       | Kelly           | „Mow Money/Love Stinks!” (sezon 2: odcinek 1)                                                                                |
| 2011      | Rodzina Borgiów                        | The Borgias                              | Sancia          | „The French King” (sezon 1: odcinek 6) „Death, on a Pale Horse” (sezon 1: odcinek 7) „Nessuno (Nobody)” (sezon 1: odcinek 9) |
| 2011–2012 | Thundercats                            | Thundercats                              | Cheetara        | Głos (20 odcinków) |
| 2012–2013 | Mentalista                             | The Mentalist                            | Lorelei Martins | 5 odcinków |
| 2012–2013 | Tron: Rebelia                          | Tron: Uprising                           | Paige           | Głos (główna rola) |
| 2013–2014 | Cleaners                               | Cleaners                                 | Veronica        | 18 odc. |
| 2015      | Z premedytacją                         | Murder in the First                      | Raffi Veracruz  | 12 odc. |
| 2016–2017 | Shut Eye                               | Shut Eye                                 | Gina            | 13 odc. |
| 2019      | Przejście                              | The Passage                              | dr Lila Kyle    | 10 odc. |
| 2021-2023 | Superman i Lois                        | Superman & Lois                          | Lana            | w gł. obsadzie |

| Rok  | Tytuł                   | Tytuł (ang.)            | Rola   | Uwagi |
| ---- | ----------------------- | ----------------------- | ------ | ----- |
| 2010 | Call of Duty: Black Ops | Call of Duty: Black Ops | Liczby |       |

## Wyróżnienia
- W 2001 nominowana przez DVD Exclusive Awards jako najlepsza aktorka w filmie 100 dziewczyn i ja.
- W 2001 nominowana również przez Teen Choice do nagrody ulubiony pocałunek za film Przystanek miłość.
- W 2002 magazyn Stuff umieścił aktorkę na 90. miejscu na liście 102 najseksowniejszych kobiet na świecie.
- W 2006 magazyn Maxim umieścił aktorkę na 37. miejscu na liście 100 najgorętszych kobiet świata.
- W 2010 wygrała ranking serwisu internetowego AskMen, na najbardziej pożądaną kobietę świata[2].